# Bastien Pinault
Pour les articles homonymes, voir Pinault.
Bastien Pinault, né le 18 octobre 1993 à Tarbes, est un joueur français de basket-ball. Il évolue au poste d’arrière.

## Biographie
Fils de Jean-Paul Pinault ayant évolué au Tarbes Gespe Bigorre jusqu’en Nationale 1, Bastien Pinault grandit dans le village d’Horgues en banlieue de Tarbes, sa ville natale.
Après s’être essayé au rugby et à l’athlétisme, il commence le basket-ball à l’âge de 10 ans, au Tarbes Cheminots Sports, entraîné par son père. Repéré lors des sélections départementales, il passe avec succès les détections du Pôle espoirs de Toulouse et y passe ses deux années de minimes. Recalé pour entrer au centre de formation de Pau, il revient dans son club de Tarbes, en cadets France 2e division, où il accède au Final Four, entraîné par Alex Casimiri. À l’issue de la saison, il intègre le centre de formation de Pau, où il évolue pendant cinq saisons avant d’entamer sa carrière professionnelle.
Le 5 juillet 2021, il s'engage pour une saison avec Nanterre.

## Distinctions personnelles
- Vainqueur du concours de tirs à 3 points du All-Star Game LNB 2018

## Statistiques

### En championnat
| Saison    | Équipe                   | Ligue             | Matches | 5 Majeur | Minutes | % Tirs | % 3-pts | % L-F   | Rbds | Pass dec | Int | Crt | B.p. | Pts  |
| --------- | ------------------------ | ----------------- | ------- | -------- | ------- | ------ | ------- | ------- | ---- | -------- | --- | --- | ---- | ---- |
| 2012-2013 | Élan béarnais Pau-Orthez | Pro B             | 2       | 0        | 5       | 33,3 % | 33,3 %  | 60,0 %  | 0,5  | 0,5      | 0,5 | 0,0 | 0,5  | 3,0  |
| 2013-2014 | Élan bearnais Pau-Orthez | première division | 3       | 0        | 5       | 0,0 %  | 0,0 %   | 0,0 %   | 0,0  | 0,3      | 0,3 | 0,0 | 0,7  | 0,0  |
| 2014-2015 | Stade rochelais Rupella  | NM1               | 29      | 17       | 25      | 42,1 % | 37,4 %  | 86,2 %  | 2,4  | 1,7      | 1,1 | 0,2 | 1,5  | 11,0 |
| 2015-2016 | ALM Évreux               | Pro B             | 41      | 7        | 15      | 38,6 % | 32,6 %  | 84,5 %  | 1,2  | 0,7      | 0,6 | 0,1 | 0,9  | 7,2  |
| 2016-2017 | ALM Évreux               | Pro B             | 39      | 13       | 24      | 42,1 % | 34,1 %  | 75,8 %  | 2,2  | 2,0      | 0,7 | 0,2 | 1,4  | 9,0  |
| 2017-2018 | Chalon-sur-Saône         | première division | 28      | 1        | 9       | 48,5 % | 52,2 %  | 95,0 %  | 0,6  | 0,9      | 0,4 | 0,0 | 0,5  | 5,3  |
| 2018-2019 | Chalon-sur-Saône         | première division | 34      | 5        | 20      | 46,0 % | 42,1 %  | 82,7 %  | 1,9  | 1,6      | 0,7 | 0,1 | 1,2  | 10,0 |
| 2019-2020 | Metropolitans 92         | première division | 17      | 1        | 13      | 44,2 % | 40,0 %  | 100,0 % | 0,5  | 0,7      | 0,5 | 0,0 | 0,7  | 6,1  |

### En Coupes d'Europe
| Saison    | Équipe           | Ligue | Matches | 5 Majeur | Minutes | % Tirs | % 3-pts | % L-F   | Rbds | Pass dec | Int | Crt | B.p. | Pts |
| --------- | ---------------- | ----- | ------- | -------- | ------- | ------ | ------- | ------- | ---- | -------- | --- | --- | ---- | --- |
| 2017-2018 | Chalon-sur-Saône | BCL   | 12      | 0        | 10      | 39,4 % | 38,5 %  | 100,0 % | 1,4  | 0,4      | 0,3 | 0,1 | 0,5  | 3,5 |